# Турнеја Британских и Ирских Лавова по Новом Зеланду 2005.
Турнеја Британских и Ирских Лавова по Новом Зеланду 2005. (службени назив: 2005 British and Irish Lions tour to New Zealand) је била турнеја острвског рагби дрим тима по Аотеари 2005. Лавови су доживели дебакл. Изгубили су у све три утакмице од "Ол блекса". У овим мечевима бриљирао је Ден Картер. После завршене турнеје, острвски рагби новинари су жестоко нападали Сера Клајва Роналда Вудварда, сматрајући га главним кривцем за ово бламирање. Тврдили су да је био острашћен и неправедан при селектирању играча, превише форсирајући Енглезе, запостављајући нарочито Велшане. Светска рагби јавност је много више очекивала од најбоље европске рагби селекције у којој су били такви асови попут Томаса, О’Конела, Тејлора, Вилијамса, О’Дрискола, Вилкинсона, Робинсона, О’Гаре

## Тим
Састав експедиције
Главни тренер Сер Клајв Вудвард
Менаџер турнеје Бил Бемунт
Помоћни тренер Еди Осаливен
Помоћни тренер Сер Ијан Макгикан
Помоћни тренер Герет Џенкинс
Помоћни тренер Енди Робинсон
Менаџер тима Луис Ремзи
Тренер одбране Фил Ледер
Тренер одбране Мајк Форд
Тренер шутера Дејв Алред
Кондициони тренер Дејв Редин
Кондициони тренер Крег Вајт
Специјални асистент (судија) Дејвид Мекју
Видео анализа Тони Бискомб 
Видео анализа Гевин Скот
Главни доктор Џејмс Робсон
Доктор Гери Одрискол
Физиотерапеут Фил Паск
Масер Стјуарт Бартон
Масер Боб Стјуарт
Масер Ричард Вегрик
Маркетинг Џон Феан
Подршка Ричард Смит
Менаџер за медије Луис Четам
Новинар Алистер Кембел
Кувар Дејв Кембел
Дресови Дејв Тенисон
Играчи
- Џон Хејс, Ирска
- Гетин Џенкинс, Велс
- Грем Ровнтри, Енглеска
- Ендру Шеридан, Енглеска
- Мет Стивенс, Енглеска
- Џулијан Вајт, Енглеска
- Гордон Булох, Шкотска
- Шејн Бирн, Ирска
- Стив Томпсон, Енглеска
- Енди Тиретел, Енглеска
- Дени Грукок, Енглеска
- Бен Кеј, Енглеска
- Донча О’Калахан, Ирска
- Пол О'конел, Ирска
- Малколм О’Кели, Ирска
- Нил Бек, Енглеска
- Мартин Кори, Енглеска
- Лоренс Далалио, Енглеска
- Ричард Хил, Енглеска
- Лујис Муди, Енглеска
- Мајкл Овен, Енглеска
- Симон Тејлор, Шкотска
- Мартин Вилијамс, Велс
- Ијан Болшо, Енглеска
- Џордан Марфи, Ирска
- Џош Луси, Енглеска
- Герет Томас, Велс
- Шејн Хорган, Ирска
- Денис Хики, Ирска
- Џејсон Робинсон, Енглеска
- Шејн Вилијамс, Велс
- Гордон Д'Арси, Ирска
- Вил Гринвуд, Енглеска
- Гевин Хенсон, Велс
- Брајан О’Дрискол, Ирска
- Том Шенклин, Велс
- Оли Смит, Енглеска
- Чарли Хоџсон, Енглеска
- Стивен Џоунс, Велс
- Ронан О’Гара, Ирска
- Герет Купер, Велс
- Крис Куситер, Шкотска
- Мет Досон, Енглеска
- Двејн Пил, Велс
- Роб Керниј, Ирска
- Џони Вилкинсон, Енглеска

## Утакмице
Беј оф пленти стимерс - Лавови 20-34
Таранаки - Лавови 14-36
Њу зиланд маори - Лавови 19-13
Велингтон - Лавови 6-23
Отаго - Лавови 19-30
Саутленд - Лавови 16-26
Ол блекси - Лавови 21-3
Манавату - Лавови 6-109
Ол блекси - Лавови 48-18
Окленд - Лавови 13-17
Ол блекси - Лавови 38-19

## Статистика
Рекордна посета
Нови Зеланд - Британски и Ирски Лавови 48 533 гледалаца, трећи тест меч 
Највише поена против Ол блекса
- Стивен Џоунс 14